# Serrat de Castellets
|  | Aquest article tracta sobre el massís a Conca de Dalt, Pallars Jussà. Si cerqueu el massís situat al municipi de Finestrat, Marina Baixa, vegeu «serra dels Castellets». |

El Serrat de Castellets és un serrat del municipi de Conca de Dalt, antigament del de Toralla i Serradell, situada en l'àmbit del poble de Torallola, al Pallars Jussà.
Està situat al sud-est de Torallola, i forma la carena que separa els barrancs de Saülls (al nord.est) i de de Comellar (al sud-oest). L'envolten les partides de lo Tros, pel nord-oest, lo Corral, pel nord, i Santa Cecília per l'oest. El centre del serrat és al nord de l'ermita de Santa Cecília de Torallola. És a prop de l'extrem meridional del terme municipal, en aquest enclavament de Toralla i Serradell.